# Hypsipetes amaurotis
Hypsipetes amaurotis è un uccello passeriforme della famiglia Pycnonotidae. È di taglia media e ha le guance brune.
È comune in Estremo Oriente, nelle zone che vanno dall'Estremo Oriente russo al Giappone agli arcipelaghi delle Isole Babuyan e Batan, nelle Filippine.
È noto in Giappone come hiyodori (ヒヨドリ), mentre in Corea come jikbakguri (직박구리).